# William Bailey
William Bailey (Omaha, 26 settembre 1886 – Hollywood, 8 novembre 1962) è stato un attore statunitense che iniziò la sua carriera all'epoca del muto.

## Biografia
Dal 1911, anno in cui esordì come attore in un cortometraggio dell'Edison Company, al 1959, quando chiuse la sua carriera con un piccolo ruolo in Ma non per me di Walter Lang, William Bailey girò quasi 350 film. Negli anni dieci, lavorò per la Essanay, una casa di produzione di Chicago fondata da Gilbert M. 'Broncho Billy' Anderson.
Nel 1917, Bailey firmò come regista un film, interpretato da Paul Panzer, per la piccola compagnia Victor Film Company, che era stata fondata nel 1912 dalla famosa attrice Florence Lawrence con il marito, il regista Harry Solter.
William Bailey morì a Hollywood nel 1962, all'età di 76 anni.

## Filmografia parziale

### Attore

#### 1911
- Mae's Suitors - cortometraggio (1911)

#### 1912
- Hearts of Men - cortometraggio (1912)
- The Understudy, regia di Archer MacMackin - cortometraggio (1912)
- The Browns Have Visitor - cortometraggio (1912)
- Back to the Old Farm - cortometraggio (1912)
- The Fall of Montezuma, regia di Harry McRae Webster - cortometraggio (1912)
- The Love Test - cortometraggio (1912)
- A Little Louder, Please! - cortometraggio (1912)
- Ghosts - cortometraggio (1912)
- The Redemption of Slivers - cortometraggio (1912)
- Terrible Teddy - cortometraggio (1912)
- The Grassville Girls - cortometraggio (1912)
- The Snare, regia di Theodore Wharton - cortometraggio (1912)
- Mr. Up's Trip Tripped Up - cortometraggio (1912)
- The Penitent - cortometraggio (1912)
- The Iron Heel, regia di Archer MacMackin - cortometraggio (1912)
- The Error of Omission - cortometraggio (1912)

#### 1913
- The Heiress - cortometraggio (1913)
- Teaching Hickville to Sing - cortometraggio (1913)
- A Daughter of the Confederacy, regia di Sidney Olcott - cortometraggio (1913)
- The Hero Coward, regia di Theodore Wharton - cortometraggio (1913)
- Into the North, regia di Theodore Wharton - cortometraggio (1913)
- Let No Man Put Asunder - cortometraggio (1913)
- The Final Judgment, regia di Archer MacMackin - cortometraggio (1913)
- Hilda Wakes - cortometraggio (1913)
- Witness 'A-3 Center' - cortometraggio (1913)
- The Outer Shell - cortometraggio (1913)
- King Robert of Sicily - cortometraggio (1913)
- The Whip Hand, regia di Archer MacMackin - cortometraggio (1913)
- The Power of Conscience, regia di Theodore Wharton - cortometraggio (1913)
- The Hermit of Lonely Gulch, regia di Theodore Wharton - cortometraggio (1913)
- Sunlight, regia di Theodore Wharton - cortometraggio (1913)
- The Right of Way, regia di Archer MacMackin - cortometraggio (1913)
- For Old Time's Sake, regia di Theodore Wharton - cortometraggio (1913)
- Tony, the Fiddler, regia di Theodore Wharton - cortometraggio (1913)
- Dear Old Girl, regia di Theodore Wharton - cortometraggio (1913)
- The Way Perilous, regia di Archer MacMackin - cortometraggio (1913)
- The Love Lute of Romany, regia di Theodore Wharton (1913)
- The Toll of the Marshes, regia di Archer MacMackin (1913)
- The Death Weight - cortometraggio (1913)
- Life's Weaving - cortometraggio (1913)

#### 1914
- The Hour and the Man, regia di E.H. Calvert - cortometraggio (1914)
- Our Mutual Girl, regia di Oscar Eagle, Lawrence B. McGill, John W. Noble, Walter Stanhope (1914)
- The Conqueror (1914)
- Through the Storm (1914)
- The Testing Fire, regia di Richard Travers (1914)
- Hear No Evil (1914)
- Let No Man Escape (1914)
- Chains of Bondage (1914)
- La figlia del banchiere
- The Boundary Rider, regia di Leopold Wharton, Theodore Wharton (1914)
- The Pawn of Fortune, regia di Leopold Wharton, Theodore Wharton (1914)
- Our Mutual Girl, No. 49
- The Shanghai Man, regia di Theodore Wharton (1914)

#### 1915
- Runaway June, regia di Oscar Eagle (1915)
- The Other Man - cortometraggio (1915)
- From the Valley of the Missing, regia di Frank Powell (1915)
- When It Strikes Home, regia di Perry N. Vekroff (1915)
- A Fireside Realization, regia di Ben F. Wilson (1915)
- The Law of Nature (1915)
- Her Husband's Honor (1915)
- Conscience, regia di Stuart Paton (1915)
- His Wife's Past (1915)
- Crime's Triangle, regia di King Baggot (1915)
- The Suburban, regia di George Lessey (1915)

#### 1916
- The Soul Man
- A Million a Minute, regia di John W. Noble (1916)
- His Promise
- His Own Story
- The Folly of Fear
- War Brides, regia di Herbert Brenon (1916)
- A Coney Island Princess, regia di Dell Henderson (1916)

#### 1917
- Orgoglio di New York (The Pride of New York), regia di R.A. Walsh (Raoul Walsh) (1917)
- On Dangerous Ground, regia di Robert Thornby (1917)

#### 1918
- The Blind Adventure, regia di Wesley H. Ruggles (Wesley Ruggles) (1918)
- The Eagle's Eye, regia di George Lessey, Wellington A. Playter, Leopold Wharton e Theodore Wharton - serial (1918)
- Leap to Fame
- Bonnie Annie Laurie, regia di Harry Millarde (Harry F. Millarde) (1918)
- Lo dirò (I'll Say So), regia di Raoul A. Walsh (1918)

#### 1919
- The Isle of Conquest, regia di Edward José (1919)
- Victory, regia di Maurice Tourneur (1919)

#### 1924
- Perle vere e perle false (The Uninvited Guest), regia di Ralph Ince (1924)
- The Flaming Forties, regia di Tom Forman (1924)
- Winner Take All, regia di W. S. Van Dyke (1924)
- My Neighbor's Wife, regia di Clarence Geldart (1925)
- Lazybones, regia di Frank Borzage (1925)

#### 1926
- The Stolen Ranch, regia di William Wyler (1926)
- The House Without a Key, regia di Spencer Gordon Bennet (1926)

#### 1927
- Wild Beauty, regia di Henry MacRae (1927)
- Melting Millions, regia di Spencer Gordon Bennet (1927)

#### 1928
- La maniera del forte (The Way of the Strong), regia di Frank Capra (1928)

- Today, regia di William Nigh (1930)
- Il paradiso delle stelle (George White's Scandals), regia di Thornton Freeland, Harry Lachman, George White (1934)
- Al di là delle tenebre (Magnificent Obsession), regia di John M. Stahl (1935)
- L'ora che uccide (Charlie Chan's Secret), regia di Gordon Wiles (1936)
- That Mothers Might Live, regia di Fred Zinnemann (1938)
- Abbandonata in viaggio di nozze (Family Honeymoon), regia di Claude Binyon (1948)
- Ma and Pa Kettle at Waikiki, regia di Lee Sholem (1955)
- Terra infuocata (Tall Man Riding), regia di Lesley Selander (1955)
- Sfida all'O.K. Corral (Gunfight at the O.K. Corral), regia di John Sturges (1957)
- Un cappello pieno di pioggia (A Hatful of Rain), regia di Fred Zinnemann  (1957)
- Ma non per me (But Not for Me), regia di Walter Lang  (1959)

### Regista
- Lucile the Waitress (1916)
- Signs of Trouble  (1917)